# Caso de aborto de menina brasileira em 2009
Em 2009, uma menina brasileira de 9 anos foi repetidamente estuprada por seu padrasto e engravidou de gêmeos; a mãe da menina ajudou-a a providenciar um aborto, e a gravidez foi interrompida. José Sobrinho, um arcebispo católico, afirmou que a mãe da menina e os médicos que realizaram o aborto haviam sido excomungados automaticamente de acordo com o Direito Canônico da Igreja Católica. Isso provocou uma série de críticas, tanto nacionais quanto internacionais, às ações do arcebispo. Em resposta, a Conferência Nacional dos Bispos do Brasil declarou que ninguém foi excomungado no caso e, em um artigo publicado em L'Osservatore Romano, um bioeticista da Santa Sé censurou o arcebispo por sua declaração pública.

## Lei

### Lei penal brasileira
O aborto é legal de acordo com a lei brasileira em casos de gravidezes decorrentes de estupro ou em que o parto colocaria em risco a vida da mãe.

### Direito canônico
O Código de Direito Canônico de 1983 diz que a excomunhão latae sententiae é devida por "uma pessoa que providencia um aborto consumado" (Cânon 1398), mas não se o ato foi realizado, por exemplo, "por uma pessoa que foi coagida por um temor grave, mesmo que apenas relativamente grave, ou por necessidade ou grave inconveniência, a menos que o ato seja intrinsecamente mau ou tenda a prejudicar almas".

## O aborto
A menina foi estuprada ao longo de um período de quatro anos por seu padrasto. Depois de ser constatada a gravidez de gêmeos, os médicos em Recife julgaram que sua vida estava em risco devido à sua idade, ao seu peso de 80 libra (massa)s (36 kg) e por estar grávida de gêmeos. Segundo Fatima Maia, diretora do hospital CISAM, se a gravidez prosseguisse, a menina poderia sofrer de ruptura uterina e hemorragia, além de correr o risco de diabetes, hipertensão, eclâmpsia e esterilidade permanente. Os médicos concluíram o aborto dos fetos gêmeos em 4 de março de 2009.

## A visão e ações de Sobrinho
Sobrinho afirmou que a excomunhão dos adultos que ajudaram a menina a obter o aborto e do médico que o realizou foi decorrente do ato de a menina ter obtido o aborto. Posteriormente, disse que ele próprio não excomungou ninguém, mas apenas determinou que a excomunhão seria uma consequência automática dessas ações. Ele afirmou que "a lei de Deus é superior a qualquer lei humana. Quando uma lei humana — isto é, uma lei promulgada por legisladores humanos — está contra a lei de Deus, essa lei não tem valor. Os adultos que aprovaram, que realizaram esse aborto incorreram em excomunhão." Em entrevista, acrescentou: "Eles tiraram a vida de um inocente. O aborto é muito mais grave do que matar um adulto. Um adulto pode ou não ser inocente, mas um feto é, sem dúvida, inocente. Tirar essa vida não pode ser ignorado." Sobrinho acrescentou ainda que o estuprador não foi excomungado porque o aborto – que tira a vida de um inocente – é ainda pior do que o estupro. A menina não foi excomungada porque menores estão isentos de excomunhão. O arcebispo Sobrinho e sua diocese também tentaram impedir o aborto ao procurar os pais da criança, o governador do estado e o hospital onde ela foi inicialmente internada, o que resultou no adiamento indefinido do procedimento. Em seguida, seus advogados também emitiram ameaças legais contra um segundo hospital onde o aborto finalmente ocorreu.

## Reação do Governo
O presidente Luiz Inácio Lula da Silva criticou o que chamou de "atitude conservadora" do arcebispo, em um caso no qual os médicos afirmavam estar tentando salvar a vida da menina, acrescentando: "Neste caso, a profissão médica estava mais correta do que a Igreja."
O ministro da Saúde, José Gomes Temporão, descreveu o que chamou de posição da Igreja Católica como "extrema, radical e inadequada". Temporão, que frequentemente se confrontava com a Igreja sobre questões como o aborto e a distribuição estatal de preservativos gratuitos, convocou os participantes de uma convenção nacional sobre a saúde da mulher a reconhecerem o trabalho realizado pela equipe médica que efetuou o aborto.

## Posicionamento da hierarquia da Igreja

### Conferência Nacional dos Bispos do Brasil
A Conferência Nacional dos Bispos do Brasil repudiou a iniciativa de Sobrinho. Em coletiva de imprensa, o bispo Dimas Lara Barbosa, Secretário-Geral da Conferência, afirmou que a mãe da menina não foi excomungada, pois agiu sob pressão para salvar a vida de sua filha, e que não havia fundamentos para declarar os médicos excomungados, já que a excomunhão (automática) dependia do grau de consciência de cada um e apenas aqueles que estavam "conscientes e contumazes" eram excomungados. Na coletiva, os jornalistas receberam um documento sobre excomunhão elaborado pelo canonista Enrique Pérez Pujol, que enfatizou que a penalidade não deveria ser aplicada em meio à polêmica.
O arcebispo Geraldo Lyrio Rocha, presidente da Conferência, evitou responder à pergunta sobre se Sobrinho agiu de forma precipitada ao afirmar que ocorreu excomunhão automática. Ele disse que "em nenhum momento quis ferir alguém que já estava sofrendo, mas apenas desejava chamar a atenção para a gravidade do ato de aborto diante de uma certa permissividade em relação à vida do nascente". Afirmou que Sobrinho não excomungou ninguém, mas declarou que o aborto implica a possibilidade de excomunhão, medida destinada a alertar não somente o indivíduo, mas toda a comunidade da Igreja, sobre a gravidade do ato. Quanto ao estuprador, afirmou que este "está fora da comunhão" e "em grave pecado mortal", embora o estupro não conste entre os crimes que ensejam excomunhão automática. Disse ainda: "O estupro é algo tão repugnante que a Igreja não precisa chamar a atenção para ele. É punido pelo sistema de justiça do Estado, o qual não pune o aborto da mesma forma." Segundo ele, a discussão sobre excomunhão fez com que se esquecesse o crime do estuprador, que precisava ser punido.

### Rino Fisichella
O jornal não oficial da Santa Sé, L'Osservatore Romano, publicou uma matéria de primeira página em 15 de março de 2009, assinada por Rino Fisichella, presidente da Academia Pontifícia para a Vida, que foi duramente crítica em relação à ação de Sobrinho. Fisichella afirmou que a excomunhão era automática, de forma que concentrar-se nela, em vez de ajudar e apoiar a vítima infantil, demonstrava uma falta de compaixão que comprometia a credibilidade do ensino antiaborto da Igreja. Após reiterar a condenação da Igreja ao aborto, escreveu que a situação moral era difícil devido à pouca idade da menina e ao risco para sua vida, elogiando aqueles que "permitiram que ela vivesse e ajudarão a restaurar a esperança e a confiança". Ele escreveu: "A consciência do médico se encontra sozinha quando forçada a decidir o melhor a fazer. Uma escolha como a de ter que salvar uma vida, sabendo que se coloca uma segunda em sério risco, nunca é fácil."
A Congregação para a Doutrina da Fé respondeu à cobertura da imprensa sobre o artigo de Fisichella, qualificando-o de manipulação e exploração. Emitiu uma clarificação afirmando que o artigo não sinalizava mudança de doutrina e que "o ensinamento da Igreja sobre o aborto provido não mudou, nem pode mudar". O clero da arquidiocese de Olinda e Recife criticou Fisichella, afirmando que a igreja local havia apoiado a menina e sua mãe. A Congregação para a Doutrina da Fé concluiu que Sobrinho agiu "com toda solicitude pastoral". Os membros da Academia manifestaram um voto de desconfiança contra Fisichella por seu artigo, e ele foi realocado, no ano seguinte, para o Conselho Pontifício para a Promoção da Nova Evangelização.

### Outros
Giovanni Battista Re, Prefeito da Congregação para os Bispos e Presidente da Comissão Pontifícia para a América Latina, deplorou o que chamou de um ataque à Igreja no Brasil: "É um caso triste, mas o verdadeiro problema é que os gêmeos concebidos eram duas pessoas inocentes, que tinham o direito de viver e não poderiam ser eliminadas. A vida deve sempre ser protegida. O ataque à igreja brasileira é injustificado." Acrescentou que a excomunhão daqueles que realizaram o aborto foi justa.

## Outras reações
Em 9 de março de 2009, o ministro da Saúde Temporão interrompeu a cerimônia de abertura de uma convenção médica nacional sobre a saúde da mulher em Brasília para elogiar Olímpio Moraes, um dos médicos que realizou o aborto e que estava presente. Os participantes deram a Moraes uma ovação de pé.
Moraes expressou gratidão a Sobrinho pela excomunhão, que, segundo ele, chamou a atenção para as leis restritivas de aborto no Brasil. Outro dos médicos envolvidos afirmou que continuará a assistir à Missa, "rezando, conversando com Deus e pedindo que Ele ilumine a mim e aos meus colegas de nossa equipe médica para que possamos cuidar de pessoas em casos semelhantes".
O Comitê dos Direitos da Criança das Nações Unidas, em sua avaliação de janeiro de 2014 sobre a conformidade da Santa Sé com a Convenção sobre os Direitos da Criança, citou este caso do Brasil. Instou a Santa Sé a revisar sua posição sobre o aborto, que coloca riscos evidentes à vida e à saúde de meninas grávidas, e a alterar o Cânon 1398, de forma a identificar circunstâncias em que o acesso a serviços de aborto possa ser permitido.
Vida Humana Internacional concedeu a Sobrinho o seu prêmio Cardeal von Galen.

## Na cultura popular
O caso serviu de base para o filme brasileiro de 2012 País do Desejo.